# Cantonul Mirepoix
Cantonul Mirepoix este un canton din arondismentul Pamiers, departamentul Ariège, regiunea Midi-Pyrénées, Franța.

## Comune
- Aigues-Vives
- La Bastide-de-Bousignac
- La Bastide-sur-l'Hers
- Belloc
- Besset
- Camon
- Cazals-des-Baylès
- Coutens
- Dun
- Esclagne
- Lagarde
- Lapenne
- Laroque-d'Olmes
- Léran
- Limbrassac
- Malegoude
- Manses
- Mirepoix (reședință)
- Montbel
- Moulin-Neuf
- Le Peyrat
- Pradettes
- Régat
- Rieucros
- Roumengoux
- Saint-Félix-de-Tournegat
- Sainte-Foi
- Saint-Julien-de-Gras-Capou
- Saint-Quentin-la-Tour
- Tabre
- Teilhet
- Tourtrol
- Troye-d'Ariège
- Vals
- Viviès